# 嫦娥奔月
『嫦娥奔月』（じょうがほんげつ）は、中国の神話伝説の一つとされている。

## 概要

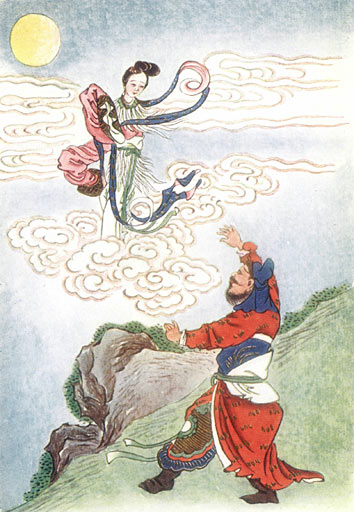
嫦娥奔月

后羿の妻である嫦娥（姮娥）が、后羿が西王母から貰った不老不死の霊薬（または天上界へ行ける霊薬）を飲み1人月へ昇り月宮（広寒宮）で寂しく暮らすことになったという中秋節の故事である。嫦娥奔月とは「嫦娥、月に奔る」の意味。『淮南子』6巻の覧冥訓12節には嫦娥の物語として「譬若羿請不死之藥於西王母、姮娥竊以奔月、悵然有喪、無以續之。何則? 不知不死之藥所由生也。是故乞火不若取燧、寄汲不若鑿井」との記載がある。

## 登場人物
- 嫦娥仙子
- 后羿
- 月の兎
- 西王母

## 李商隠の詩経―『嫦娥』
| 嫦娥           |                                       |      |
| 原文           | 書き下し文                            | 通釈 |
| 雲母屏風燭影深 | 雲母の屏風 燭影 深し                  |      |
| 長河漸落曉星沈 | 長河 漸く落ち 暁星 沈む               |      |
| 嫦娥應悔偸靈藥 | 嫦娥応に悔ゆべし 霊薬を偸（ぬす）むを |      |
| 碧海青天夜夜心 | 碧海 青天 夜夜の心                    |      |

## 関連作品

### 書籍
- 『嫦娥奔月―中国伝統童話』中国画報出版社 （中国語）
- 衛君、李絮 他編著『嫦娥奔月―図説中国経典故事』金盾出版社、2004年10月。 （中国語）
- 鄒永廖著『嫦娥奔月--中国的探月方略及其実施』上海科技教育出版社、2007年10月。 （中国語）

#### ファンタジー小説
- 『月面戦境』（王瀧ISAO著）更生文化設計有限公司、2020年11月。 （中国語）

### TVドラマ
- 奔月 (テレビドラマ)
- 嫦娥 (テレビドラマ)